# 若月まり子
若月まり子（わかつき まりこ）は、日本の人形作家、創作家。主として妖精を題材にしたビスクドールを制作している。

## 来歴・人物
- 1982年 エコール・ド・シモンにて四谷シモンに人形制作を学ぶ。
- 1983年 小型の妖精人形及び中型の妖精人形を制作。またこの年、海外向けのボックス型オルゴールのデザインを制作。
- 1993年 長野県松本市で開催された信州博覧会でジオラマ作品『森の妖精』をオートマタ（自動人形）を用いて制作し出品した。[1]
- 1994年 福島県大沼郡金山町の「金山町立妖精美術館[2]」に妖精人形『ティターニア』など複数点を収蔵し展示されている。
- 1997年 岡山県倉敷市の倉敷チボリ公園にオートマタ作品の『人魚姫』を収蔵し展示された。
- 1998年 「妖精の世界展」（大丸ミュージアムで開催）にジオラマ作品『夏の夜の夢』、『廃墟の庭園の妖精』を展示。
- 2007年7月31日 「うつのみや妖精ミュージアム」が開館した際の記念として「若月まり子展」が開催された。
- 2007年8月25日 英文学者・妖精研究者で「うつのみや妖精ミュージアム」の名誉館長、井村君江との公開対談が行われた。

現在、各地の百貨店や販売店で個展を開催しており、ファンとの交流も行われており、多方面で活動を展開中である。

## 作品

### 公開中の作品
代表的な作品で公開中の物は以下の通り。
ただし、これ以外にも展示品は存在する。
- 『ティターニア』（妖精人形、 福島県大沼郡金山町立妖精美術館[3]）
- 『人魚姫』（オートマタ作品、倉敷アイビースクエア内 オルゴールミュゼ・メタセコイア）
- 『花園の精霊』（うつのみや妖精ミュージアム）
  - ※『夏の夜の夢』（ジオラマ作品、諏訪湖オルゴール博物館 奏鳴館） - 現在はニデックオルゴール記念館「すわのねにリニューアルしたため公開しているか等の仔細は不明
- 永守コレクションギャラリー - 永守重信のギャラリー

### 普及版の作品
普及版は百貨店などの取扱店で購入することが可能であるが、制作が手作りであることや、すべてを展示しきれないなどの理由で一部のみが陳列されていることが多い。「エルフィン・フローリー（花の妖精）シリーズ」、「エルフィン・ロマネス・シリーズ」など多数の作品が取り扱われている。